# Eucyrta albicollis
Eucyrta albicollis är en fjärilsart som beskrevs av Felder 1874. Eucyrta albicollis ingår i släktet Eucyrta och familjen björnspinnare. Inga underarter finns listade i Catalogue of Life.